# یزدو
یزدو یک روستا در ایران است که در دهستان بیارجمند واقع شده‌است. یزدو ۷۱ نفر جمعیت دارد.